# Dôme de Mentha
Mentha Tholus
Pour les articles homonymes, voir Mentha.
Le dôme de Mentha (désignation internationale : Mentha Tholus) est un dôme situé sur Vénus dans le quadrangle de Bellona Fossae. Il a été nommé en référence à Mentha, déesse romaine, personnification de l'esprit humain. Nom changé depuis en Mentha Mons.